# Terencio Estrabón Erucio Hómulo
Terencio Estrabón Erucio Hómulo (en latín Terentius Strabo Erucius Homullus) fue un senador romano de la segunda mitad del siglo I que desarrolló su carrera política bajo Nerón, Vespasiano, Tito y Domiciano.

## Carrera política
Su único cargo conocido fue el de consul suffectus entre junio y septiembre de 83. Puede que Gneo Lucio Terencio Hómulo consul suffectus en 146, bajo Antonino Pío, fuese su nieto.